# Calliobothrium verticillatum
Calliobothrium verticillatum är en plattmaskart som först beskrevs av Rudolphi 1819.  Calliobothrium verticillatum ingår i släktet Calliobothrium och familjen Onchobothriidae. Inga underarter finns listade i Catalogue of Life.